# Francolí de coll castany
El francolí de coll castany (Pternistis castaneicollis) és una espècie d'ocell de la família dels fasiànids (Phasianidae) que habita la selva de muntanya d'Etiòpia, Kenya i nord de Somàlia. L'espècie Pternistis atrifrons era considerada una subespècie de Pternistis castaneicollis, però actualment es considera una espècie de ple dret, arran els treballs de Töpfer et al. (2014).